# بيلي محمد
بيلي محمد (بالتركية: Billy Mehmet)‏ (ولد في 3 يناير 1985) هو لاعب كرة قدم محترف يلعب لصالح نادي ميريت ألسانجك ييتشيلوفا في قبرص الشمالية. ولد في لندن، لصالح مهاجرين إنجليز، أيرلنديين وقبارصة شماليين في نفس الوقت، وكان يلعب لصالح منتخب جمهورية أيرلندا تحت 21 سنة لكرة القدم.

## روابط خارجية
- بيلي محمد على موقع اتحاد تركيا (لاعب) (الإنجليزية)
- بيلي محمد على موقع إي إس بي إن إف سي (الإنجليزية)
- بيلي محمد على موقع قاعدة بيانات كرة القدم.إي يو (الإنجليزية)
- بيلي محمد على موقع Soccerbase.com (لاعب) (الإنجليزية)
- بيلي محمد على موقع Soccerway.com (الإنجليزية)
- بيلي محمد على موقع عالم كرة القدم.نت (الإنجليزية)